# Euandandania gigantea
Euandandania gigantea är en kräftdjursart som först beskrevs av Stebbing 1888.  Euandandania gigantea ingår i släktet Euandandania och familjen Stegocephalidae. Inga underarter finns listade i Catalogue of Life.